# 延岡駅前バスセンター

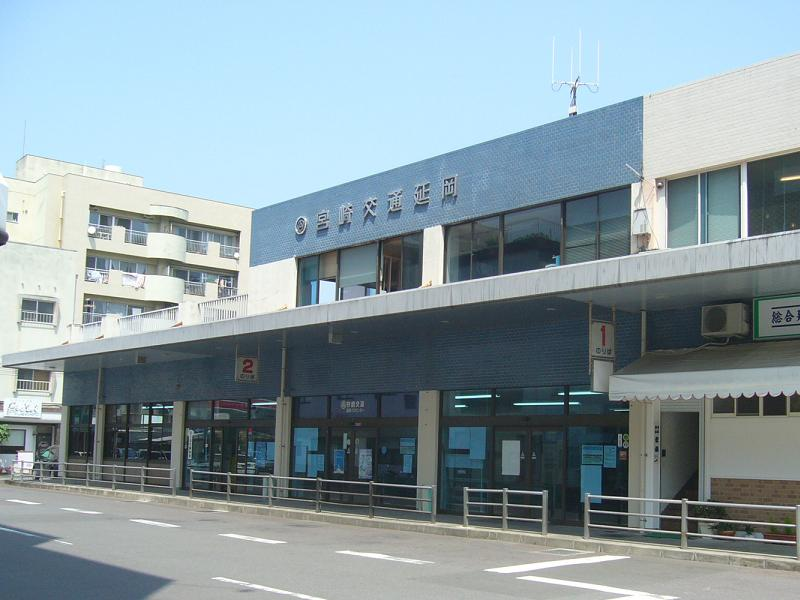
延岡駅前バスセンター外見

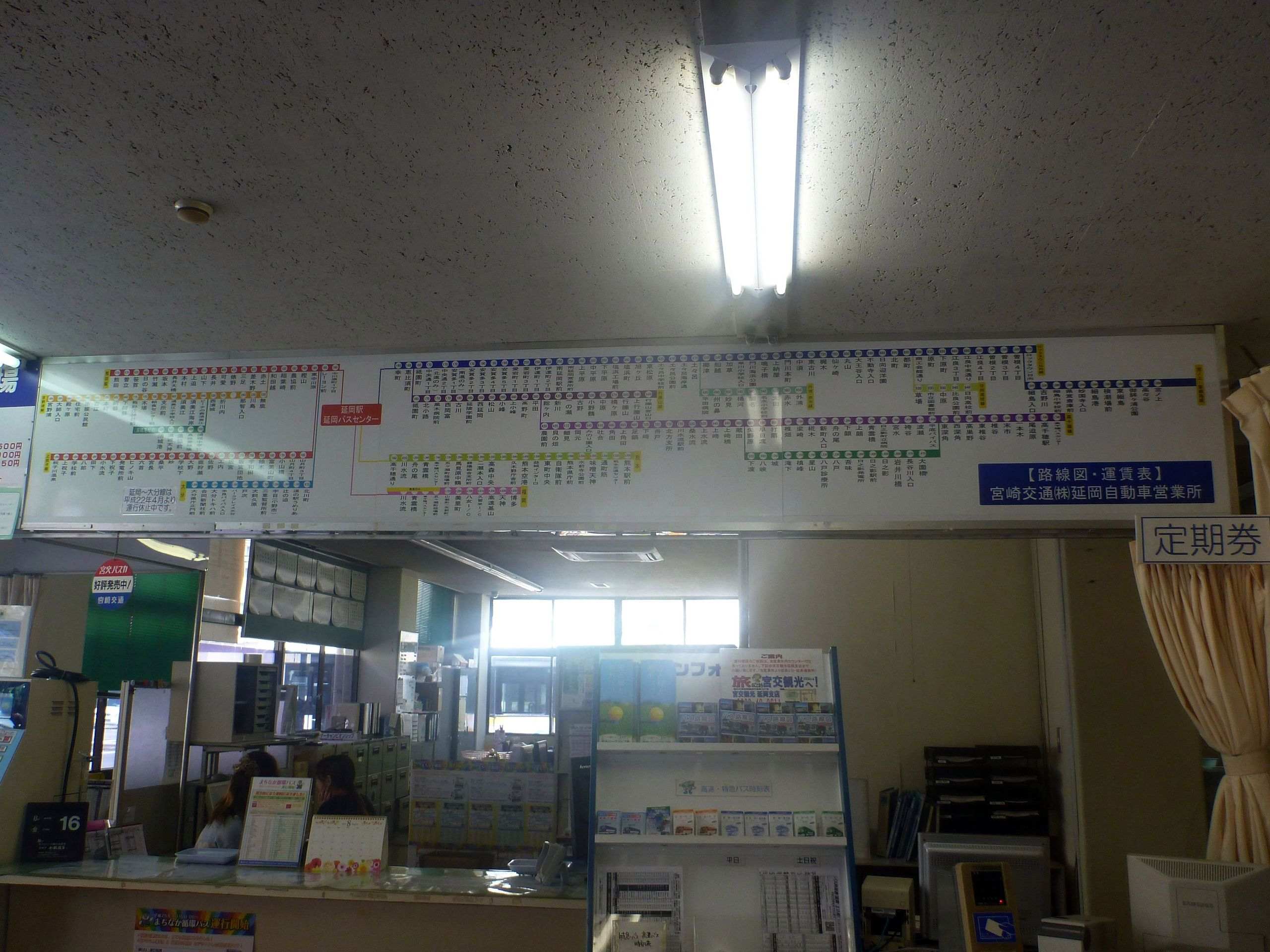
延岡駅前バスセンター内部（2013年8月）

延岡駅前バスセンター（のべおかえきまえバスセンター）は、宮崎交通がかつて宮崎県延岡市幸町三丁目の延岡駅前に設置していたバスターミナルである。延岡バスセンター（のべおかバスセンター）と呼ばれることもある。
バスターミナルの建物は宮崎交通延岡自動車営業所と同一であり、つまり延岡営業所をバスターミナルを意味する「バスセンター」と称していたのである。以前は施設としてもバス停留所名としても「延岡営業所」（車内運賃表では「延岡駅」）と称していた。
宮崎交通が延岡を含む地域で運行する路線バスのうち「郊外線」と呼ばれる郊外・中距離路線の延岡側バスターミナルとして、また同社と共同運行各社による延岡発着の長距離高速バス路線のバスターミナルとして使用された。

## 概要
宮崎県の主要都市・延岡では、独立施設として唯一存在するバスターミナルである。延岡駅前の道路の北側に存在し、営業所として2階建ての独自の建物を有し、外周部にバス乗り場（バスレーン）がある。観光地の高千穂や、日豊海岸国定公園の宮野浦、日向市方面などへの郊外路線と高速バス、特急バスが発着する交通の拠点であり、待合室や乗車券の自動券売機・窓口、コインロッカーなど旅客向け設備が充実しており、専用施設、案内・発券機能を有することから「バスの駅」と言える。
乗車開始と発車のアナウンスがバスセンター係員により行われる。日中郊外線バス入場の際は「○○時○○分発○○行きの改札を行います」と、係員による肉声アナウンスが流れる。実際には改札（乗車券確認）は高速バスを除いて実施されない。
バスセンターから少し離れた旧国道10号「延岡駅前」バス停付近に、延岡自動車営業所所属の車庫がある。

## 構造
建物内に、待合室、宮崎交通カウンター（バス営業所窓口）、自動券売機がある。バス発車時刻表、バス運賃表が室内に掲示されている。カウンターで紙の時刻表が貰える。なお、旅行事業の延岡支店を兼ねていたが、同支店は2007年3月30日、付近の複合商業施設「ココレッタ延岡」（幸町二丁目、アヅマヤ百貨店跡地）に移転し、同施設の開店日と同じ3月31日に営業を開始した。
建物の外周部の駅側が降車場、市街地側が乗り場である。乗り場は同じレーンに2番乗り場まである。

## 路線の特徴
戦後、この地方は鉄道と比べバスが発達し、その後も県内ほぼ独占事業者となった宮交のバス路線は、鉄道と準競合する状態が長く続いた。特に高千穂などは、高千穂線開業後も高千穂町の街の中心（高千穂バスセンター）に乗り入れ、便数も多く運行し、その他伊形地区・門川町・日向市や北川町など鉄道のある町へも比較的距離の長い一般路線を伸ばしている。
延岡「市内線」は発着せず、山間部がほとんどの県北各地や県内各地をつなぐ「郊外線」に加え、県外方面の高速・特急バスが発着する。JR日豊本線延岡駅前であり、鉄道・バスの乗り換えも容易な上、市内線バス停「延岡駅」も1999年に駅前広場内に設置されたため、郊外線・市内線の乗り換えもよりわかりやすくなった。もっとも「郊外線」の中には、市中心街内の各バス停を通る路線があり、乗客の延岡利用において必ずしもこのバスセンターが使われるというわけではない。また「市内線」は発着しないが、「市内線」と重複する「市内」から「郊外線」に乗ってきた場合、このバスセンターに停まるため、事実の上では「市内」から延岡駅に行く際にも使われる。
1990年代までは宮崎空港への快速便、宮交シティ・塚原への急行便も運行していたが、現在JR日豊本線の宮崎方面沿線都市の中では、日向市（ロックタウン日向、東細島、日向高校前）までの運行となっており、それは近年まで合計本数がJR列車より多かった。そのほか小都市ながら、最終便の時刻が遅い（23時55分発、ロックタウン日向行）のも特徴である。

## 発着路線

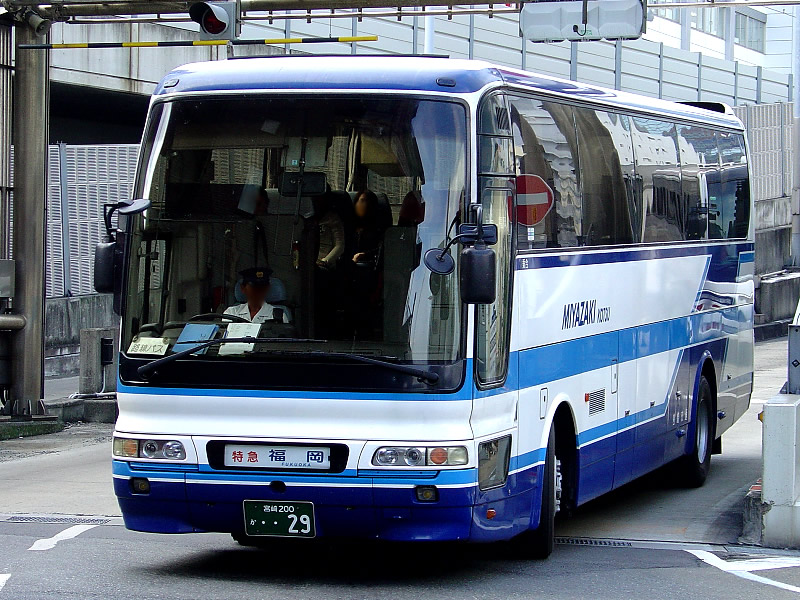
ごかせ号（宮崎交通）

### 高速バス・特急バス
- 【】内は運行会社
- 延岡 - 福岡（ごかせ号）【宮崎交通延岡営業所 　西日本鉄道博多営業所】
- 延岡 - 熊本（あそ号） 【宮崎交通延岡営業所 　九州産交バス熊本営業所】

### 一般路線（郊外線）
- 延岡 - 高千穂（高千穂バスセンター）
- 延岡 - 行縢山登山口
- 南延岡（南営業所前） - 延岡 - （浦城港） - 須美江 - 宮野浦
- 延岡 - 差木野 - 長井 - 熊田 - 上赤（黒内）
- 延岡 - 旭ヶ丘 - 土々呂 - 門川本町 - 日向（都町） - イオンタウン日向
- 延岡 - 旭ヶ丘 - 土々呂 - 門川本町 - 日向（都町） - 東細島
- 延岡 - 旭ヶ丘 - 土々呂 - 門川本町 - 日向（都町） - 日向高校前
- 延岡 - 旭ヶ丘 - 土々呂 - 平田病院 - 赤水（外浦）
- 延岡 - 祝子川温泉
- 延岡 - 一ヶ岡小学校入口 - 土々呂 - 門川本町 - 日向（都町） - ロックタウン日向【夜間深夜】

※「レーヨン前」終着の「郊外線」は、駅前バスセンターに入らず「延岡駅前」バス停を通る。

## 延岡駅の各バス停
延岡駅と名のつくバス停は、3つある。
1. 延岡駅前バスセンター
2. 延岡駅（駅前広場内）
「市内線」（保健福祉大学 一ヶ岡 片田団地 雷管 文化センターなど）
3. 延岡駅前（駅前交差点北側、旧国道10号線上）
北方向の「郊外線」「市内線」一区隣の途中停留所

## 周辺
- JR九州 延岡駅
- 駐輪場